# Janvier 2026
Cette page présente les faits marquants du mois de janvier 2026.

## Événements
- 1er janvier :
  - la Bulgarie rejoint la zone euro ;
  - Chypre prend la présidence du Conseil de l'Union européenne pour six mois.
- 12 janvier : élection présidentielle en Ouganda.
- 12 au 18 janvier : championnats d'Europe de patinage artistique au Royaume-Uni.
- 18 janvier : fin de la Coupe d'Afrique des nations de football 2025 au Maroc.
- janvier : élection présidentielle au Portugal.